# Paray-le-Frésil
 Paray-le-Frésil  là một xã ở tỉnh Allier thuộc miền trung nước Pháp.